# Compañía del Ferrocarril Económico de Valladolid a Medina de Rioseco
La Compañía del Ferrocarril Económico de Valladolid a Medina de Rioseco fue una empresa ferroviaria española que actuó entre 1881 y 1930.También se le conoció como tren burra por su lentitud, como da a entender Blas Pajarero en "Retazos de Torozos":

Y  así, por tu poco correr, te apodaron “Burra”, aun cuando yo siempre entendí que te decían  así por cumplidor, aunque ya tú, sabiendo lo que iba a dar de sí tu simple y rutinario quehacer, te intitulaste para siempre “Secundario de Castilla”, sin más aquel.

## Historia
El 14 de abril de 1877, Francisco Subizar Berasain presentó un proyecto de tranvía de tracción animal de Valladolid a Medina de Rioseco. El proyecto fue aprobado el 8 de noviembre de 1878, pero el concesionario solicitó el cambio de tracción animal a vapor, cambio autorizado provisionalmente el 29 de septiembre de 1880.
Esta concesión fue adquirida por la «Compañía del Ferrocarril Económico de Valladolid a Medina de Rioseco», empresa creada en Barcelona el 28 de febrero de 1881. El Banco de Cataluña se encargó de financiar la construcción de la línea. La inauguración del servicio tuvo sucesivos retrasos, efectuándose finalmente el 13 de septiembre de 1884.
La empresa tuvo muchas dificultades económicas; los problemas más graves comenzaron a partir de 1918. A finales del año 1927, el consejo superior de ferrocarriles solicitó la agrupación de la empresa con la Compañía de Ferrocarriles Secundarios de Castilla. La incautación de la línea por el Estado se produjo el 7 de octubre de 1930, y la entrega de la concesión a «Secundarios de Castilla», el 31 de octubre. En 1965 se integró en FEVE, siendo clausurado en 1969.
Al inicio del siglo XXI, se redujo su usó, forzándose la reconversión del trazo de sus vías en una vía verde ciclista en la década de 2010, a fin de aumentar el turismo ciclista en la provincia.

## Líneas
| Inauguración             | Sección                                                                      | Longitud |
| ------------------------ | ---------------------------------------------------------------------------- | -------- |
| 14 de septiembre de 1884 | Estación de Valladolid-San Bartolomé a Estación de Medina de Rioseco-Ciudad  | 40,0 km  |
| 1 de diciembre de 1890   | Estación de Valladolid-San Bartolomé a Estación de Valladolid-Campo de Béjar | 3,0 km   |

## Material rodante
Locomotoras de vapor:
| Número V. M. R. | Nombre     | Fabricante                 | Año  | Número de fábrica | Tipo   | Peso    |
| --------------- | ---------- | -------------------------- | ---- | ----------------- | ------ | ------- |
| 1               | Valladolid | Sharp-Stewart (Mánchester) | 1884 | 3094              | 0-2-0T | 11,5 Tm |
| 2               | Zaratán    | Sharp-Stewart (Mánchester) | 1884 | 3093              | 0-2-0T | 11,5 Tm |
| 3               | Villanubla | Sharp-Stewart (Mánchester) | 1884 | 3231              | 0-2-0T | 11,5 Tm |
| 4               | Mudarra    | Sharp-Stewart (Mánchester) | 1884 | 3232              | 0-2-0T | 11,5 Tm |
| 5               | Valverde   | Sharp-Stewart (Mánchester) | 1884 | 3250              | 0-2-0T | 11,5 Tm |
| 6               | Rioseco    | Sharp-Stewart (Mánchester) | 1884 | 3251              | 0-2-0T | 11,5 Tm |
| 7               |            | Saint-Léonard (Lieja)      | 1910 | 1680              | 0-3-0T | 15,2 Tm |
| 8               |            | Saint-Léonard (Lieja)      | 1910 | 1681              | 0-3-0T | 15,2 Tm |

Aparte de las consignadas, entre 1911 y 1913 la empresa adquirió otras trece máquinas del tipo 1-3-0T de fabricación nacional, compradas a La Maquinista Terrestre y Marítima. Por último, compró en 1920 otra de tipo 0-3-0T, de ocasión, al ferrocarril de Olot a Gerona. La número 6 de las relacionadas, llamada Rioseco es la única que se conserva, restaurada en los años 1980 tras unos años emplazada en la Rosaleda Francisco Sabadell, y expuesta en la plaza de San Bartolomé de Valladolid, próxima al antiguo emplazamiento de la estación de ese nombre,